# Leipziger Lerche (Preis)
Die Leipziger Lerche ist ein Preis, den der Verein zur Förderung des Mittelstands „Gemeinsam für Leipzig“ jährlich an Personen oder Institutionen vergibt, durch die das Ansehen von Leipzig national und international gewachsen ist.
Die vom Leipziger Künstler Hartmut Klopsch entworfene Skulptur besteht aus einer Kugel aus Messingblech mit einem geflügelten bronzenen Hut auf dem Deckel (Flügelhelm des Merkur). Die Kugel enthält eine Darstellung des namensgebenden Gebäcks, eine Leipziger Lerche, ebenfalls aus Bronze.
Der Preis wird seit 2005 jeweils zum Neujahrsempfang des Vereins im Folgejahr übergeben.

## Bisherige Preisträger
- 2005: Wolfgang Tiefensee
- 2006: Die Prinzen
- 2007: Saxonia Media
- 2008: Bernd-Lutz Lange
- 2009: Neo Rauch
- 2010: Jörg Junhold
- 2011: Siegfried Lokatis
- 2012: RB Leipzig
- 2013: BMW-Werk Leipzig
- 2014: nextbike GmbH
- 2015: Gewandhausorchester
- 2016: Arnulf Eichhorn[1]
- 2017: SC DHfK Leipzig Handball
- 2018: Friedrich-Wilhelm Mohr
- 2019: Siegfried Bülow[2]
- 2020: DHL Hub Leipzig
- 2021: Ludwig Koehne[3]
- 2022: Die Tierpflegerinnen und Tierpfleger im Zoo Leipzig
- 2023: Michael Maul
- 2024: Frank Emmrich